# Kari-See
Der Kari-See (armenisch Քարի լիճ) ist ein See in Armenien, auf einem Hochplateau auf den Hängen des Vulkans Aragaz gelegen. Der See liegt auf 3190 Meter über dem Meeresspiegel, mit einem Umfang von 1150 Metern.
Von Bjurakan führt eine asphaltierte Straße zu dem See, am östlichen Seeufer befindet sich eine meteorologische Station.